# Aguas Andinas
Aguas Andinas (IPSA: AGUAS-A) es una empresa chilena de servicios sanitarios, que realiza el suministro de agua potable y alcantarillado en la ciudad de Santiago de Chile, a excepción de la totalidad de las comunas de Maipú y Cerrillos; el 1% de San Bernardo, y una parte de Estación Central, las que son abastecidas por el SMAPA (Servicio Municipal de Agua Potable y Alcantarillado de Maipú). Es una de las mayores empresas sanitarias de Latinoamérica, prestando servicio a más de 8 millones de habitantes y con un total de más de 71 000 hectáreas de concesión. Está controlada por el Grupo Agbar español, que también controla Aguas Cordillera y Aguas Manquehue.
Fue creada como EMOS (Empresa Metropolitana de Obras Sanitarias) en 1977, funcionando inicialmente como una empresa autónoma que operaba bajo la vigilancia del Servicio Nacional de Obras Sanitarias (SENDOS). El 25 de octubre de 2001 cambió su nombre a Aguas Andinas.
Aguas Andinas forman parte de la PROhumana RED, una red empresarial creada en el año 2006 para dar visibilidad a las distintas iniciativas, prácticas, proyectos y modelos de gestión en RSE. El año 2014 participaron en el Ranking de Sustentabilidad Empresarial PROhumana.